# Kostel Nejsvětější Trojice (Podhradie)
Kostel Nejsvětější Trojice z 18. století se nachází v městské části Bratislava-Staré Město, Podhradie. Na jeho místě stávala dřevěná kaple, místo níž byl kostel v letech 1734–1738 postaven a je zachován dodnes.